# Rougé

Localització de Rougé

Rougé  (en bretó Ruzieg) és un municipi francès, situat a la regió de país del Loira, al departament de Loira Atlàntic, que històricament va formar part de la Bretanya. L'any 2006 tenia 2.262 habitants. Limita amb Soulvache, Fercé, Noyal-sur-Brutz, Soudan, Châteaubriant i Ruffigné a Loira Atlàntic, Teillay a Ille i Vilaine.

## Demografia
| 1962                                       | 1968  | 1975  | 1982  | 1990  | 1999  |
| ------------------------------------------ | ----- | ----- | ----- | ----- | ----- |
| 1.979                                      | 1.995 | 1.982 | 2.055 | 2.167 | 2.143 |
| Des de 1962: població sense dobles comptes |       |       |       |       |       |

## Administració
| Període | Identitat        | Partit |
| ------- | ---------------- | ------ |
| 2001-   | Jacques Lemaitre | UMP    |